# 宮川善造
宮川 善造（みやかわ ぜんぞう、1904年（明治37年）10月14日 - 1985年（昭和60年）12月11日）は、日本の地理学者。満州の建国大学で教鞭をとった。

## 人物・経歴
青森県弘前市出身。京都大学地理学教室を卒業。大学院を経て東北の東北学院高等学校の教授となる。その後、1938年、作田荘一が指導する満州の建国大学へ着任する。戦後はチェレンホーボ炭鉱に抑留され、1947年に日本に帰国した。1949年に東北大学の講師、翌年に教授となった。

## 思想
太平洋戦争中の彼の論文「大東亜地政学と満洲の地位」によれば、大東亜共栄圏について大東亜という広い地域のなかでの日本を中核とした国家連合を想定した。その大東亜の範囲について、日本を中心に、内核には日本、満州、中国を、中間圏にタイ王国やフィリピン、極東のシベリアなど、外側にはオーストラリアやアリューシャン列島などを想定する。彼の主張によれば、世界は欧州、アメリカ、大東亜の3つに編成され、最終的には大東亜を中心とした秩序が出来上がるというのである。このような世界観の下、満州での満州国建設を正当化する内容の地政学の主張をした。
戦後は自身の地政学を発展させ、東北地方の開発に貢献した。